# Hipólito Boaventura Caron

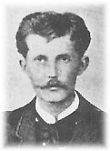
Hipólito Boaventura Caron

 Hipólito Boaventura Caron  (* 17. März 1862 in Resende, Brasilien; † 15. Mai 1892 in Juiz de Fora, MG, Brasilien) war ein brasilianischer Maler und Dekorateur, der zu der berühmten Grimm-Gruppe gehörte.

## Leben

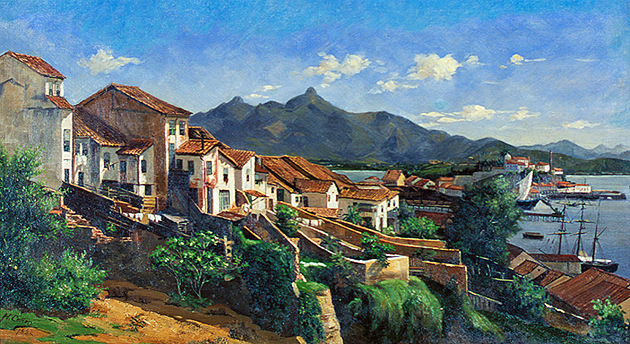
Vista da Gamboa no Rio de Janeiro 1882

Hipólito Boaventura Caron war der Sohn von Clemente João Caron und Jesuína Maria da Cunha. Um 1874 besuchte er das Colégio Progresso in Juiz de Fora.
Im Februar 1880, also mit knapp 18 Jahren, schrieb sich Caron sich an der Kaiserlichen Akademie der Bildenden Künste (AIBA) ein. Zwei Jahre später (1882) wurde er Lehrer für Design an der Akademie für Kunst und Kunsthandwerk von Rio de Janeiro, studierte aber parallel weiter an der AIBA und zwar bei dem deutschen Professor und Landschaftsmaler Johann Georg Grimm (* 1846; † 1887). Seine erste Einzelausstellung richtete er im Jahre 1883 in der Stadthalle von Juiz de Fora (Minas Gerais) aus. Im Juli des folgenden Jahres verließ er gemeinsam mit seinem Lehrer Grimm die Kaiserliche Akademie und schloss sich dessen Gruppe für Open-Air-Malerei an (später „O grupo Grimm“ genannt). Dabei begleiteten ihn Giovanni Battista Castagneto, Domingo Garcia y Vásquez, Antônio Parreiras und weitere junge Kunststudenten der gleichen Generation. Auf der 26. Allgemeinen Ausstellung der Schönen Künste erhielt sein Werk Praia da Boa Viagem (1884) eine Goldmedaille.

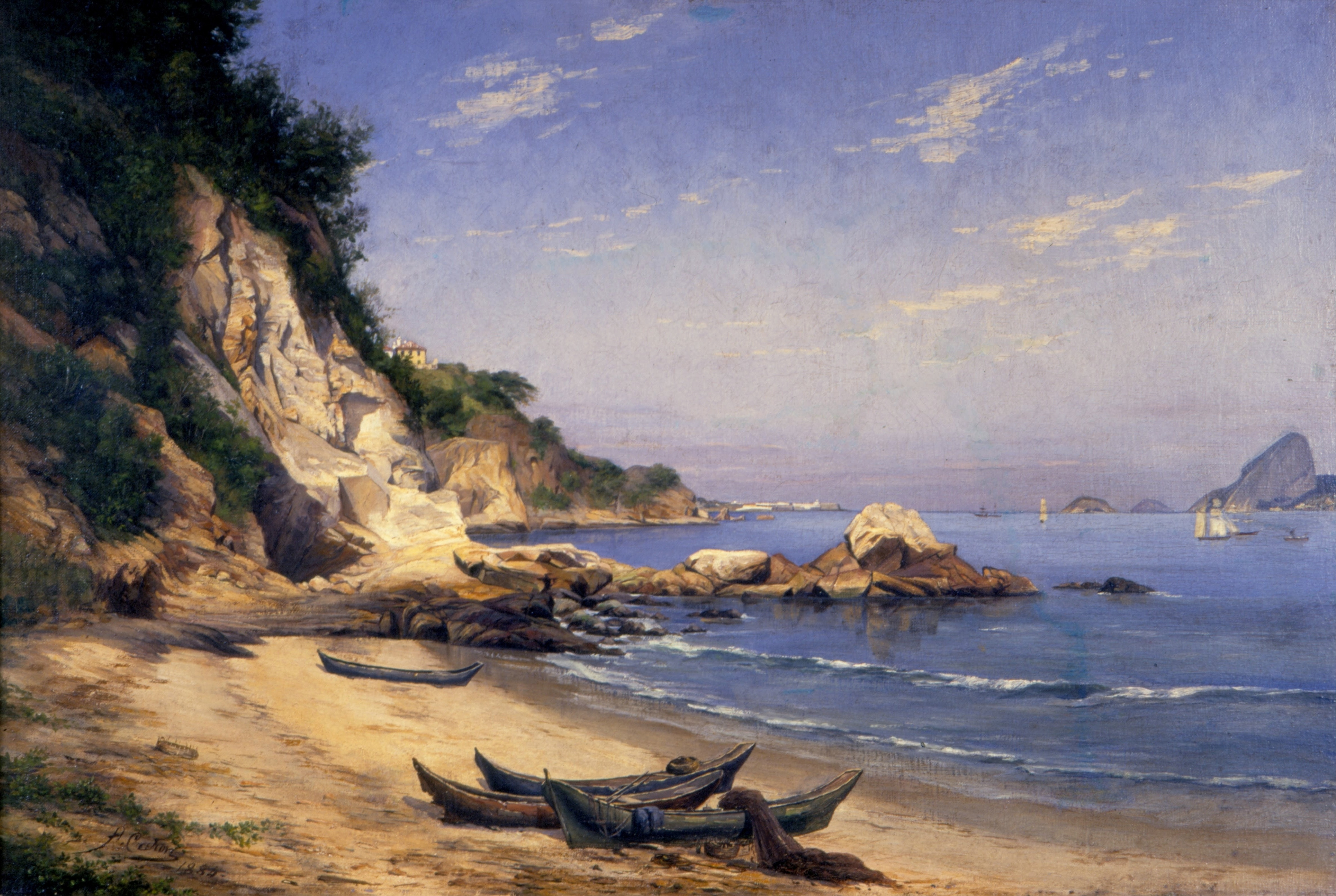
Praia da Boa Viagem 1884

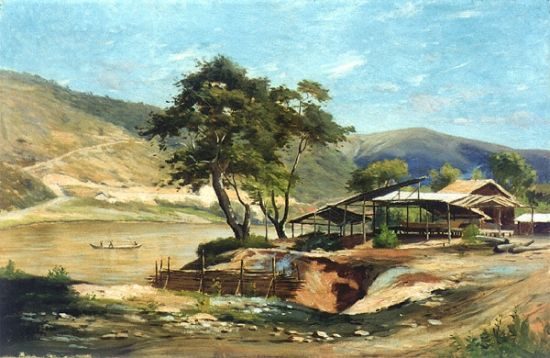
Poço Rico (paisagem em Juiz de Fora) 1890

Caron hielt sich oft in Juiz de Fora im Bundesstaat Minas Gerais (MG) auf, nachdem man ihn zum Leiter der dortigen Akademie für Kunst und Kunsthandwerk ernannt hatte. Ab 1885 stellte er auch einige Auftragsarbeiten inklusive Porträts her. Im April des gleichen Jahres konnte er sich dank der Unterstützung seiner Familie auf eine Reise nach Paris begeben, um von dort aus Europäische Landschaften kennenzulernen und seine Kenntnisse zu vertiefen. Auf Malreisen durch die Normandie und die Bretagne folgte ein Studium bei dem bekannten Maler Hector Hanoteau. Er hatte engen Kontakt mit dem ebenfalls in Paris studierenden Freund aus der gemeinsamen Zeit in der Grupo Grimm Domingo Garcia y Vásquez und dem aus Staat Sergipe stammenden Maler der Romantik Horácio Pinto da Hora.
1888 kehrte Caron nach Rio de Janeiro zurück. Im März und im Mai wickelte er Auftragsarbeiten in Juiz de Fora ab und bereiste ab 1890 das Landesinnere des Bundesstaates Minas Gerais. Im Juni des Jahres nahm er in Rio de Janeiro an der Allgemeinen Ausstellung der Escola Nacional de Belas Artes teil. Gemeinsam mit Giovanni Battista Castagneto, den er nach Juiz de Fora geholt hatte, stellte er im Verwaltungsgebäude der Zeitung „O Farol“ aus und dekorierte das alte Theater von Juiz de Fora.
Im November zog er wieder in das Landesinnere von Minas Gerais, blieb einige Zeit in Sabará und malte. Zurück in Juiz de Fora arbeitete er von Dezember 1891 bis Februar die beliebten Dekorationen für den Club Carnavalesco dos Sortistas aus. Anschließend ging er wieder in den Süden der Minas und kam im April an Gelbfieber erkrankt zurück. Am 15. Mai starb Caron erst 30-jährig, nachdem sich die Krankheit plötzlich verschlechtert hatte.